# Mwashikumbili
Mwashikumbili (auch Mwashiku) ist ein Verwaltungsbezirk (englisch Ward) des Distrikts Igunga in der tansanischen Region Tabora.

## Geografie
Mwashikumbili ist ein ländlicher Bezirk im westlichen Teil des zentralen Hochlands von Tansania und liegt etwa 55 Kilometer Luftlinie nordwestlich der Distrikthauptstadt Igunga. Bei der Volkszählung 2022 lebten 21.885 Menschen in 3576 Haushalten auf einer Fläche von 216 Quadratkilometern.
Der Bezirk grenzt im Norden an die Region Shinyanga und sonst an drei Bezirke des Distrikts Igunga:
|               | Shinyanga                                   |         |
|               | Kompassrose, die auf Nachbargemeinden zeigt | Kinungu |
| Chomachankola |                                             | Ngulu   |

## Gliederung
Der Bezirk besteht aus zwei Gemeinden (swahili Mtaa) mit 19 Orten (Kitongoji):
| Mwashikumbili - Uswahilini - Malange - Chabela - Chabalambu - Kazima - Shinginyika - Mwangong'ho - Stoo - Mahama | Mondo - Madukani - Bugwandege - Mwamadilo - Mwagesayu - Mwamagema - Ikulumo A - Ikuluma B - Nhendegese - Maluguti - Ng'wasato |

## Infrastruktur
- Bildung: Die Mwashiku Secondary School ist eine staatliche Tagesschule mit einer Ausbildung bis zur 4. Stufe.[7]
- Gesundheit: In den Gemeinden Mwashikumbili[8] und Mondo[9] liegt je eine staatliche Apotheke.